# Mikuláš Athanasov
Mikuláš Athanasov (28. listopadu 1930 Košice – 25. prosince 2005 Košice) byl slovenský zápasník, reprezentant Československa v řecko-římském zápase. Olympionik, který získal bronzovou medaili z Olympijských her.
Na LOH v Helsinkách 1952 získal bronz v řecko-římském zápase v lehké váhové kategorii.